# 魯日峰

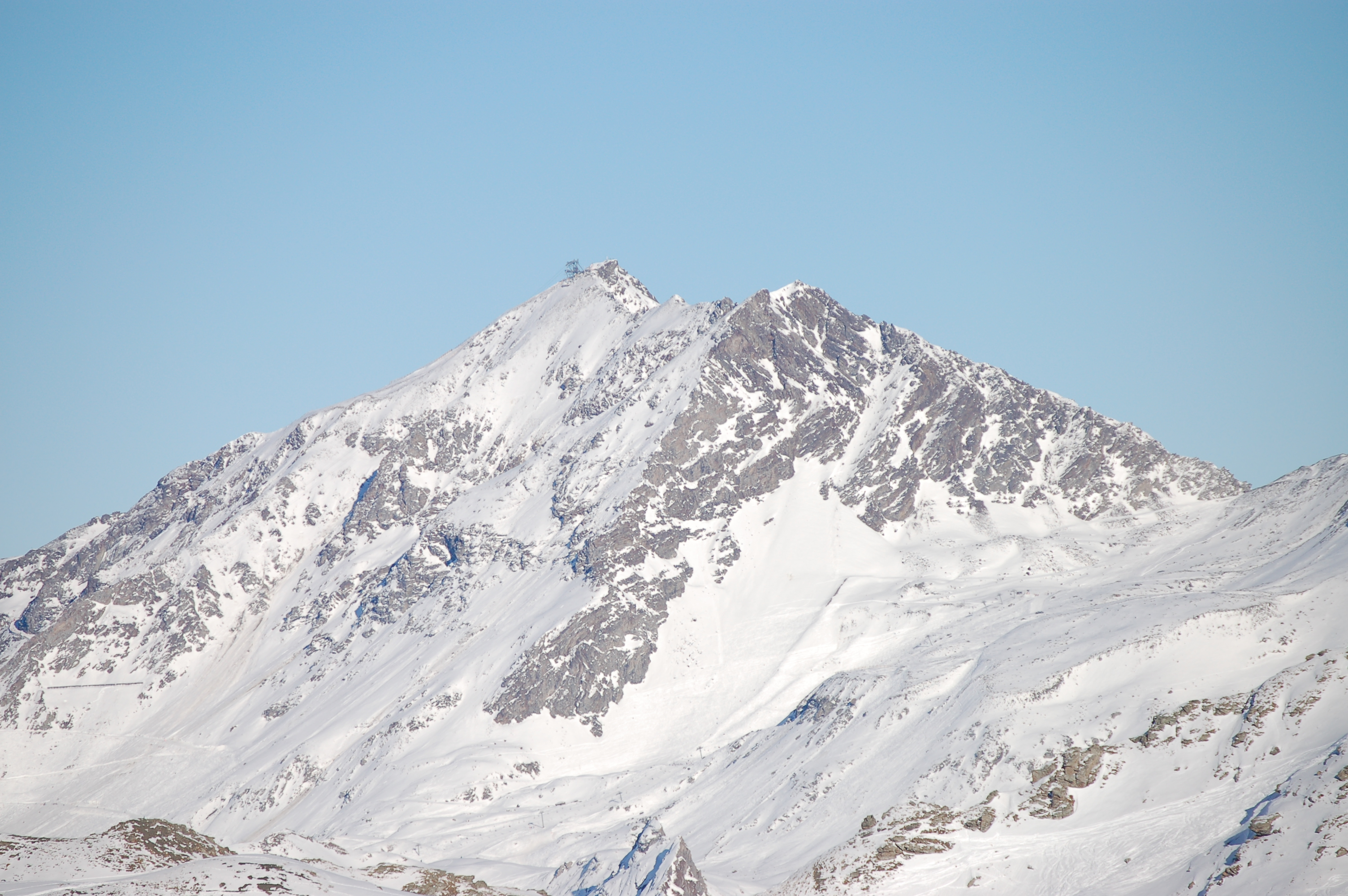

45°33′07″N 06°50′55″E / 45.55194°N 6.84861°E
魯日峰（法語：Aiguille Rouge），是法國的山峰，位於該國東南部，由奧文尼-隆-阿爾卑斯大區負責管轄，屬於瓦努瓦斯山的一部分，海拔高度3,226米，每年平均降雨量1,567毫米。